# 3.ª División Panzer
La 3.ª División Panzer fue una división Panzer del ejército alemán (Heer) activa durante la Segunda Guerra Mundial. Tomó parte en varias de las principales batallas de la guerra, con la particularidad de que, con posterioridad a la batalla de Francia en 1940, quedó permanentemente afectada al Frente Oriental, con lo que nunca participó en combates en el Frente Occidental posteriores a dicha fecha.

## Historial militar

### Formación
La 3.ª División Panzer quedó constituida en la ciudad de Berlín el 15 de octubre de 1935, a partir de los 5.º y 6.º Regimientos de Panzer, siendo su primer jefe el Generalleutnant Ernst Fessmann. Desde ese mismo momento recibió el apodo de la División del Oso, por el emblema de un oso que enarbolaba la unidad, el mismo emblema heráldico de la ciudad de Berlín.

### ElAnschluss
En 1938, cuando la Alemania nazi se anexionó Austria (el llamado Anschluss), la 3.ª División Panzer fue una de las unidades que tomaron parte en el avance militar de las tropas del Heer sobre territorio austriaco.

### Invasión de Polonia
En septiembre de 1939, cuando Adolf Hitler decidió la invasión de Polonia de 1939, la 3.ª División Panzer formaba parte del XIX Cuerpo de Ejército Motorizado, al mando del general Heinz Guderian, que se hallaba integrado en el IV Ejército, que avanzó desde Pomerania hacia Thorun, llegando la División al final de la campaña hasta la localidad de Brest-Litovsk.

### Invasión de Francia

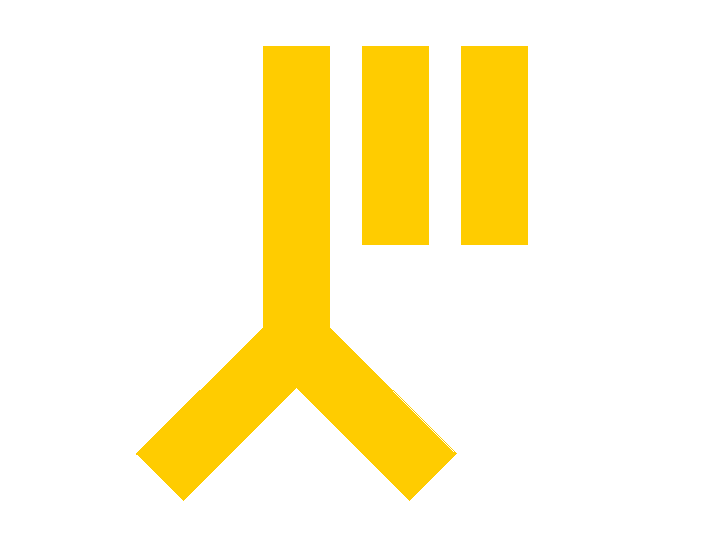
Emblema de la División a partir de 1940.

Tras la victoria alemana en Polonia, la División fue transferida al Frente Occidental, tomando parte a partir de mayo de 1940 en la llamada batalla de Francia, encuadrada en el XVI Cuerpo de Ejército Motorizado al mando del general Erich Hoepner, encuadrado en el VI Ejército del general Walther von Reichenau.
Durante la campaña, la División penetró en Bélgica hasta el sur de Bruselas, para luego seguir camino hacia la frontera francesa, contribuyendo al cerco de la Fuerza Expedicionaria Británica en Dunkerque.
A finales de 1940, la 3.ª División Panzer perdió parte de sus medios blindados, al ceder uno de sus regimientos y otras pequeñas unidades a la 5.ª División Ligera, que posteriormente se convertiría en la 21.ª División Panzer. De hecho, la cesión le comportó la pérdida de la mitad de sus carros de combate.

### Invasión de la Unión Soviética
La División fue enviada hacia el Frente Oriental, ya al mando de uno de sus más carismáticos jefes, el teniente general Walter Model, en vistas a su participación en la invasión de la Unión Soviética, la llamada Operación Barbarroja.
El 22 de junio de 1941, la 3.ª División Panzer estaba encuadrada en el XXIV Cuerpo de Ejército Motorizado, del II Ejército Panzer, perteneciente al Grupo de Ejércitos Centro. Durante su avance, la División participó en buena parte de las principales batallas de su sector, como la batalla de Bialystock o la batalla de Minsk, para posteriormente combatir en la Batalla de Kiev, logrando el cerco de un importante número de tropas del Ejército Rojo.
Fracasado el intento de tomar Moscú, con la llegada de tropas de refresco del Ejército Rojo procedentes de Siberia se inició una contraofensiva rusa, con lo que la División combatió en muy adversas condiciones climatológicas en el invierno de 1941-1942, siendo destinada a taponar los diversos intentos rusos de penetrar el frente alemán.

### Ofensiva alemana de la primavera de 1942
Con la llegada del buen tiempo, en marzo de 1942, la 3.ª División Panzer quedó incorporada al VI Ejército alemán, en el sector sur del frente, participando en la defensa de Járkov contra un ataque soviético. Desde junio, afectada al XL Cuerpo de Ejército, siempre del VI Ejército, avanzó en dirección sur hacia el Cáucaso, sufriendo fuertes pérdidas en los enfrentamientos en la zona.

### Hundimiento del frente en enero de 1943
En enero de 1943, con la nueva contraofensiva rusa que se inició en el sector sur del Frente Oriental mediante el ataque a las tropas del VI Ejército alemán en Stalingrado, que logró romper el frente y formar una bolsa con la mayor parte del VI Ejército (batalla de Stalingrado), la División, con sus posiciones sumamente expuestas, se vio obligada a retroceder, atravesando para ello el congelado mar de Azov.

### Batalla de Kursk
En julio de 1943, la 3.ª División Panzer participó en el último intento del Heer por mantener la iniciativa estratégica en el Frente Oriental, la batalla de Kursk, encuadrada en el XLVIII Cuerpo de Ejército, del IV Ejército Panzer, perteneciente al Grupo de Ejércitos Sur, batalla en la que sufrió fuertes pérdidas.

### Batallas defensivas contra el Ejército Rojo
En otoño de 1943, la División combatió en las luchas en la Cuarta batalla de Járkov, en combates en la zona del río Dniéper, en la batalla de Kiev o en los combates de la bolsa de Chercassy.
Posteriormente, la 3.ª División Panzer fue enviada a Ucrania, para, ya a finales de 1944, combatir en Polonia, encuadrada en el XXIII Cuerpo de Ejército, del II Ejército.
Los restos de la División aún participaron en combates en Hungría, como la batalla de Budapest, antes de rendirse a las tropas de los Aliados occidentales que avanzaban desde el oeste, rendición que tuvo lugar el 8 de mayo de 1945 en Estiria, Austria.

## Mandos de la unidad
- Del 15 de octubre de 1935 al 30 de septiembre de 1937: Generalleutnant Ernst Fessmann.
- Del 1 de octubre de 1937 al 6 de octubre de 1939: Generalleutnant Leo Geyr Freiherr von Schweppenburg.
- Del 7 de octubre de 1939 a septiembre de 1940: Generalmajor Horst Stumpff (en funciones).
- De septiembre de 1940 al 4 de octubre de 1940: Generalmajor Friedrich Kühn (en funciones).
- Del 5 de octubre de 1940 al 12 de noviembre de 1940: Generalmajor Horst Stumpff.
- Del 13 de noviembre de 1940 al 21 de octubre de 1941: Generalleutnant Walter Model.
- Del 22 de octubre de 1941 al 30 de septiembre de 1942: Generalletnant Hermann Breith.
- Del 1 de octubre de 1942 al 20 de octubre de 1943: Generalmajor Franz Westhoven.
- Del 21 de octubre de 1943 al 4 de enero de 1944: Generalmajor Fritz Bayerlein.
- Del 5 de enero de 1944 al 24 de mayo de 1944: Oberst Rudolf Lang (en funciones).
- Del 25 de mayo de 1944 al 19 de enero de 1945: Generalleutnant Dipl.Ingr. Wilhelm Philipps.
- Del 20 de enero de 1945 al 18 de abril de 1945: Oberst Wilhelm Söth.
- Del 19 de abril de 1945 al 8 de mayo de 1945: Oberst Volkmar Schöne.